# Georg Runze
Georg August Wilhelm Runze (* 13. Februar 1852 in Woltersdorf, Kreis Greifenhagen; † 23. Februar 1938 in Berlin-Lichterfelde) war ein deutscher evangelischer Theologe und Philosoph.

## Leben
Georg Runze wurde als Sohn des Ludwig Wilhelm Gottraud Runze und dessen Ehefrau Therese Wilhelmine Caroline Mathilde geb. Brause geboren.
Seit 1880 lehrte er als Privatdozent, seit als 1890 außerordentlicher Professor an der Theologischen Fakultät der Friedrich-Wilhelms-Universität zu Berlin.
Georg Runze starb am 23. Februar 1938 Uhr in seiner Wohnung in Berlin-Lichterfelde an Altersschwäche. Er war seit dem 17. Juli 1886 mit Johanna Margarita Catharina Otteine Irma geb. de Grahl verheiratet.

## Schriften (Auswahl)
- Der ontologische Gottesbeweis. Kritische Darstellung seiner Geschichte seit Anselm bis auf die Gegenwart. Halle 1882.
- Sprache und Religion. Berlin 1889.
- Praktische Ethik. Berlin 1891.
- Metaphysik. Leipzig 1905.